# Kantakuzenos
Kantakuzenos ist der Name einer byzantinischen Familie.

## Geschichtlicher Überblick
Zur Zeit von Kaiser Alexios I. (Byzanz) ist der erste Kantakuzenos (1094/1107) als Stratege (militärischer Befehlshaber und Statthalter eines Themas) bezeugt, und die Familie nimmt die Stellung als Archonten ein. Unter den Palaiologen erlangten sie in Thrakien eine riesige Grundherrschaft. Mitte des 14. Jahrhunderts war Johannes Kantakuzenos, der spätere Kaiser Johannes VI., der größte byzantinische Grundbesitzer. Auf seinen thrakischen Landgütern tummelten sich rund 70.000 Schafe, 50.000 Schweine, 2.500 Pferde und über 500 Rinder. Damit stand er hinsichtlich seines Reichtums den zu dieser Zeit vermögendsten Adelsfamilien Westeuropas nicht nach. Er war auch der Führer jener Partei, welche die Interessen der adligen Großgrundbesitzer gegenüber dem aufkommenden städtischen Bürgertum vertrat.
Seine Tochter Theodora gab er dem osmanischen Sultan Orhan I. zur Frau, und die Familie nahm eine türkenfreundliche Haltung ein. Nachdem Johannes zur Abdankung gezwungen und sein Sohn Matthaios Asanes Kantakuzenos entmachtet worden war, verwaltete die Familie bis 1383 unter Manuel Asanes († 1380), Matthaios Asanes Kantakuzenos († 1383) und Demetrios I. Asanes († 1383/84) das Despotat von Mistra als Apanage, bis es von den Palaiologen zurückerobert wurde.
Ab 1453, nachdem Konstantinopel durch die Türken erobert worden war, gelang es ihnen (nicht mehr als Adlige, sondern als Fanarioten innerhalb des griechischen bürgerlichen Unternehmertums), im Dienst der Osmanen weiterhin eine bedeutende Stellung zu halten. Durch die Vorfahren der Urgroßmutter von Demetrios I. Asanes, Yolande (Violante, Irene) von Montferrat, ist die Familie Kantakuzenos mit mehreren Königshäusern Europas verwandt. Dies wird durch die Ahnentafel von Demetrios I. belegt.
Aus dem Familienzweig, der sich in Rumänien und in Russland niedergelassen hatte, gingen ebenfalls bedeutende Persönlichkeiten hervor. Der rumänische Familienname ist Cantacuzino. Ein prominenter Fürst aus dem rumänischen Zweig war Șerban I. Cantacuzino. Ob es sich dabei um Nachfolger von Demetrios I oder von Ioannes handelt, ist unter Historikern umstritten. Sicher ist, dass es sich um Nachfahren von Matthaios handelt.

## Familienbeziehungen
1. Johannes VI. Kantakuzenos, byzantinischer Kaiser ⚭ Irene (Palaiologina Komnena) Asanina von Bulgarien (* ca. 1300; † ca. 1379); Tochter von Andronikos Asanes
  1. Matthaios Asanes Kantakuzenos, byzantinischer Mit-Kaiser, Despot von Mistra (1357-ca. 1380) und  Despot von Morea (1380–1383) ⚭ Irene Palaiologina, Tochter des Despoten Demetrios Palaiologos[3]
    1. Johannes Kantakuzenos, Despot auf der Peloponnes ab 1361
    2. Demetrios I. Asanes Kantakuzenos, Despot von Morea (1383)
    3. Theodora Kantakuzene († nach 1360), vermutlich Nonne im Kloster St. Martha
    4. Helena Asanina Kantakuzene († nach Februar 1394) ⚭ nach 1361 Don Luis Fadrique de  Aragón († 1381/82), ab 1365 Graf von Malta und Gozo, 1379 bis 1381 Generalvikar des  Herzogtums Athen,[4]  Baron von Salona
    5. Maria ⚭ ca. 1365 Ioannes Laskaris Kalopheros († 1392 auf Zypern)

  2. Manuel Kantakuzenos, Despot von Morea (1348–1380)
  3. Maria Kantakuzene ⚭ Nikephoros II. Orsini († 1359), Despot von Epiros
  4. Theodora Kantakuzene ⚭ Orhan I., Sultan des Osmanischen Reiches
  5. Helena Asanina Kantakuzene († 1391) ⚭ 1347 Johannes V. Palaiologos, byzantinischer Kaiser
  6. Andronikos Kantakuzenos

## Weitere Familienmitglieder
- Manuel Kantakuzenos († nach 1469) byzantinischer Usurpator im Despotat Morea
- Elsa Bruckmann (1865–1946) geb. Prinzessin Cantacuzène